# برج شهر دبی
برج شهر دبی معروف به دبی سیتی، یک آسمان خراش با ابعاد مگاتال است که آغاز ساخت آن در سال ۲۰۰۹ اعلام شد. ارتفاع این ساختمان قرار است ۲۴۰۰ متر (۷٬۹۰۰ فوت) باشد.